# Ланг, Генри Роземан
Ге́нри Ро́земан Ланг (нем. Henry Roseman Lang, англ. Henry Roseman Lang, 22 сентября 1853, Вартау, Швейцария — 25 июля 1934, Нью-Хейвен Коннектикут) — северо-американский филолог-романист швейцарского происхождения конца XIX века и первой половины XX века, специализировался в различных областях испанистики и португалистики Средних веков. Профессор Йельского университета. Один из первых составителей научных изданий антологий поэзии на галисийско-португальском и кастильском языках.

## Биография и научная карьера
Ланг получил образование в Страсбургском университете, где защитил диссертацию по теме «Песенник Дона Диниша» (Cancioneiro d’El Rei Dom Denis) и получил учёную степень доктора философии по романской филологии в 1890 году. Эта научная работа была опубликована в 1892 году, а в 1894 году вышло её обновлённое издание.
Вскоре после этого Ланг переехал в США, где до ухода из жизни преподавал в Йельском университете сперва ассистентом, а с 1906 по 1922 год в качестве профессора романских языков и литератур. В 1915 году Ланг был избран в Американскую академию искусств и наук. Всё то время учёный проводил исследования галисийско-португальской, испанской и итальянской поэзии Средних веков.
В 1922 году прекратил преподавательскую деятельность, получив звание почётного профессора. Генри Роземан Ланг скончался в 1934 году.

## Научный вклад
В круг научных интересов входили лингвистические и литературоведческие аспекты изучения средневековой поэзии Галисии, Португалии, Испании и Италии. Своей научной деятельностью Генри Ланг внёс весомый вклад в развитие романистики. Изданные учёным кансионейро выделялись более глубоким прочтением средневековых манускриптов и выгодно отличались от первых любительских изданий непрофессионалов, в частности от ограниченного тиража «Песенника Ажуда», выпущенного британским дипломатом лордом Чарльзом Стюартом, от издания так называемого «Песенника испанского гранда» бразильского дипломата Франсишку Адолфу де Варнхагена (Francisco Adolfo de Varnhagen), или от первого издания «Песенника Дона Диниша» Каэтану Лопеса де Моура (Caetano Lopes de Moura).
Из не представленных в неполном списке опубликованных работ Ланга Каролина Михаэлиш де Вашконселуш особо отмечала важность итоговой статьи по сравнительному анализу взаимоотношений писавших на галисийско-португальском языке трубадуров Пиренейского полуострова с провансальскими трубадурами и французскими труверами, а также статью о дескорте в португальской и испанской поэзии. Замечания, предложения и указания Ланга на ошибки Вашконселуш были с благодарностью учтены, его статьи «О Песеннике Ажуда» широко цитировалась в исследованиях учёной. Работа Ланга о «Песне о моём Сиде» стала вкладом в исследования кастильского эпоса.
Ланг установил, что искусство куртуазной поэзии на галисийско-португальском языке взяло начало в последней четверти XII века.

## Составитель и издатель
Генри Ланг известен как один из первых научных издателей антологий средневековой поэзии: «Песенника Дона Диниша» (1892), «Галисийско-кастильского песенника» (Cancioneiro Gallego-Castelhano, 1902) и «Песенника Баэна» (1926). В первом изданном сборнике представлено 138 кантиг португальского короля-трубадура Диниша I, расположение которых за одним исключением согласуется с порядком кантиг о любви, кантиг о друге и пасторалей в «Песеннике Ватикана», а кантиг насмешки и злословия — с порядком в «Песеннике Национальной библиотеки».

## Основная библиография
- "Cancioneiro d’El Rei Dom Denis". Zum ersten Mal vollständig herausgegeben. Dissertation zur Erlangung der Doctorwürde, eingereicht bei der philosophischen Fakultät der Kaiserlichen Wilhelms-Universität Strassburg, von Henry R. Lang (нем.) / Henry Roseman Lang. — 1. — Halle a. S: Ehrhard Karras, 1892. — 142 p.
- Das Liederbuch des Königs Denis von Portugal (нем.) / Zum ersten Mal vollständig herausgegeben und mit Einleitung, Anmerkungen und Glossar versehen von Henry R. Lang. — Halle a. S: Max Niemeyer, 1894. — [v]-cxlviii, 174 p.
- Lang, Henry Roseman. The Relations of the Earliest Portuguese Lyric School with the Troubadours and Trouvères (англ.) // Modern Language Notes. — The Johns Hopkins University Press, 1895. — Vol. 10, iss. № 4. — P. 104—116. — doi:10.2307/2918189. — JSTOR 2918189.
- Lang, Henry Roseman. The descort in old portuguese and spanish poetry // Beiträge zur romanischen Philologie (англ.) / Festgabe für Gustav Gröber von Ph. A. Becker, D. Behrens et al. — Halle a. S: Max Niemeyer, 1899. — P. 484—506. — 540 p.
- Cancioneiro gallego-castelhano : the extant Galician poems of the Gallego-Castilian lyric school (1350-1450) / collected and ed. with a literary study, notes, and glossary by Henry R. Lang. — 1st ed. — New York: C. Scribner's Sons, 1902. — [x]-xvi, 284 p. (исп.) (англ.)
- Lang, Henry Roseman. Zum Cancioneiro da Ajuda. — New York, 1908. In. Zeitschrift fiir Romanische Philologie, Vol. 32, pp. 129–160, 290—311, 385—399. (нем.)
- Cancionero de Baena, reproduced in facsimile from the unique manuscript in the Bibliothèque nationale / ed. & foreword by Henry R. Lang. — New York: Printed by order of the trustees, 1926. — [4], 196 (folio) p. (исп.) (англ.) Факсимильное издание манускрипта XV века из Национальной библиотеки Франции.
- Lang, Henry Roseman. Contributions to the Resrotation of the Poema del Cid / ed. & foreword by Henry R. Lang. — New York: Revue Hispanique, 1926. (исп.) (англ.)